# Computergraphics
Computergraphics is een discipline uit de informatica die zich bezighoudt met weergeven van beelden met behulp van computers.
Dit omvat enerzijds het representeren van geometrische informatie in computergeheugens, het zogeheten geometrisch modelleren, en anderzijds het omzetten van deze geometrische modellen naar beelden, het zogenaamde renderen.
Er bestaat een Nederlands woord voor computergraphics (dat aan elkaar dient te worden geschreven), infografie, maar dit woord wordt niet gebruikt en ook niet begrepen door het overgrote deel van de informatici. Soms wordt ook computergrafiek gebruikt, maar dat is tevens een zelden gebruikte term.
De Engelse term graphics wordt algemeen ook wel gebruikt om te beschrijven wat er te zien is op het beeldscherm.

## Geschiedenis
De wereld van computergraphics is bijna net zo oud als die van de computer zelf. Vroege computers beschikten over een scherm waarbij de beweging van de elektronenbundel door de computer bestuurd werd. Door de elektronenbundel herhaald over een bepaald traject heen te bewegen konden lijntekeningen gemaakt worden.
Eveneens een oude methode om lijntekeningen gedrukt te krijgen was via een plotter, waarbij een stift over een vel papier wordt bewogen.
Al snel werd de overstap gemaakt naar de moderne beeldschermtechniek, waarbij de elektronenbundel herhaald een aantal beeldlijnen afloopt. Sinds die tijd regelen videochips in computers het beeld dat gegenereerd wordt.
De meest triviale implementatie hiervan is een zogenaamde framebuffer. Dit is een tweedimensionale matrix welke voor iedere pixel kleurinformatie bevat. In de vroege jaren van de informatica waren de computergeheugens echter veelal te klein voor volwaardige framebuffers en werden ingewikkelder systemen gebruikt. Vandaag herinnert de VGA-tekstmodus hier nog aan. Dit is een matrix die het scherm indeelt in 80 bij 25 vakjes, waarbij in ieder vakje een teken kan staan. Dit soort technieken konden de hoeveelheid vereist schermgeheugen reduceren tot enkele kilobytes.
In de jaren 70 maar vooral in de jaren 80 schakelde men echter vanwege de veel grotere flexibiliteit weer over naar de eenvoudiger framebuffers. Het is hier dat de computergraphics goed op gang kwam omdat de techniek veel minder verhinderde wat op het scherm gezet kon worden. Het was nu mogelijk om datastructuren voor geometrische informatie en de rendering daarvan te ontwerpen.
De videoclip voor het nummer Money for Nothing was in 1985 een van de eerste die gemaakt werd met geanimeerde computergraphics.

## Geometrisch modelleren
In de subdiscipline geometrisch modelleren houdt men zich bezig met het representeren van objecten in computergeheugens. Men maakt onderscheid tussen lijnrepresentaties, oppervlakterepresentaties en inhoudrepresentaties. Veel gebruikte representaties zijn opbouw uit lijnen polygonen, voxels of constructieve ruimtemeetkunde.

## 2D-computergraphics
De 2D-computergraphics houdt zich bezig met het weergeven van tweedimensionale objecten op tweedimensionale schermen. Hierbij wordt onderscheid gemaakt tussen bitmaps & sprites enerzijds en vectormodellen anderzijds. Ook belangrijk is het weergeven van tekst op een scherm.

## 3D-computergraphics

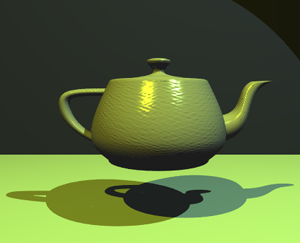
Utah-theepot

De 3D-computergraphics houdt zich bezig met het weergeven van driedimensionale objecten op tweedimensionale schermen. Centraal staan projectietechnieken en renderingstechnieken. 3D-computergraphics kenmerken zich door een grote wiskundige complexiteit gecombineerd met een grote behoefte aan rekenkracht in de computer. Bekende rendertechnieken zijn scanlijnrendering, raytracing, radiosityrendering en UV mapping.
Een bekend 3D-computermodel is de Utah-theepot, die in 1975 werd door Martin Newell bedacht. De theepot wordt vaak als een voorbeeld voor de mogelijkheden van computergraphics gebruikt.